# Wieger Mensonides

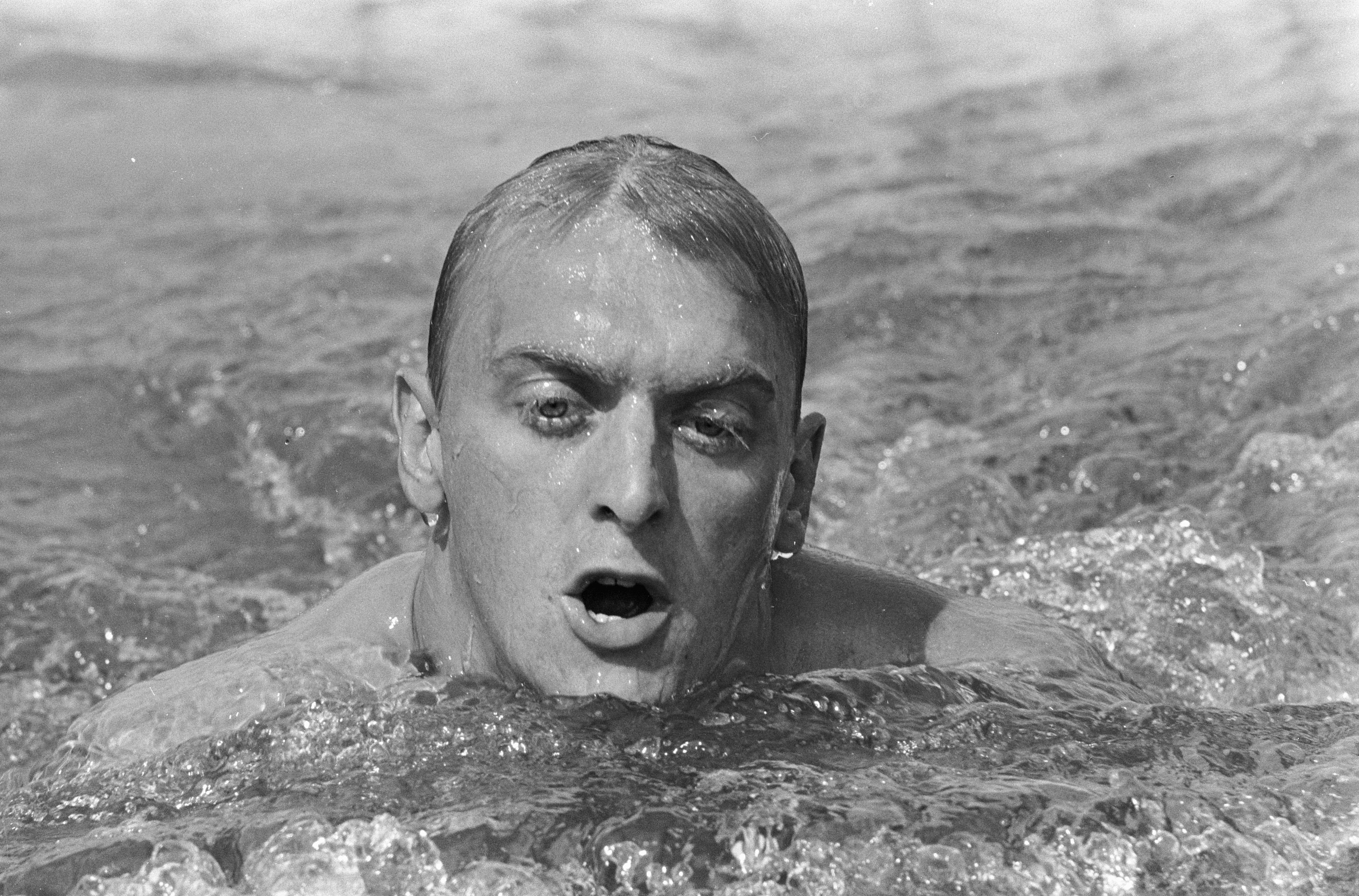
Wieger Mensonides in 1967

Wieger Emile Mensonides (Den Haag, 12 juli 1938) is een voormalig Nederlandse zwemmer.
Mensonides beleefde zijn hoogtepunt bij de Olympische Spelen van 1960 in Rome; in het Stadio del Nuoto  won hij de bronzen medaille op de 200 meter schoolslag in een tijd van 2.39,7. Daarmee was hij de tweede Nederlandse man die een Olympische zwemmedaille won; de eerste was Johannes Drost in 1900. Met de estafetteploeg daarentegen kwam hij in de Italiaanse hoofdstad niet verder dan de achtste plaats (4.18,2) op de 4x100 meter wisselslag. 
In eigen land domineerde Mensonides bijna tien jaar lang de schoolslag, ook al moest hij bij gebrek aan een eigen trainingsbaan noodgedwongen tussen het publiek in trainen. Hij won in de periode 1959-1967 negen nationale titels op de langebaan (50 meter). Succesvol was de student aan de destijds Technische Hogeschool (nu Technische Universiteit Delft) ook bij de Europese kampioenschappen in 1962: hij behaalde brons met de aflossingsploeg op de 4x100 m wisselslag in een tijd van 4.10,9.
Na zijn actieve sportcarrière bleef Mensonides gefascineerd door (de geheimen van) het zwemmen. Hij maakte naam "als de man van de ideale stroomlijnen, de man van de weerstanden", die zijn kennis en inzichten in dienst stelde van het Nederlandse topzwemmen, zo schreef NRC Handelsblad in een aan hem gewijd artikel op 1 juli 2000. "Twee à drie keer per jaar maakt de 61-jarige Hagenaar in het PSV-bassin uitgebreide opnamen met de onderwatercamera. Met behulp van de beelden analyseert de stromingsleerdeskundige vervolgens elke rotatie van het lichaam, tot op de honderdste van een seconde nauwkeurig. Die gegevens stopt hij in de computer, waar een zelfontwikkeld programma de data omzet in handzame grafieken."